# Lassul Bay
Lassul Bay (in der deutschen Kolonialzeit Lassulbucht genannt) ist eine Bucht an der Nordküste der Gazelle-Halbinsel der Insel Neubritannien in der Provinz East New Britain.

## Geographie
Das Gebiet der Bucht ist vulkanischen Ursprungs und die Küstenlinie ist von gehobenen Korallenkalken geprägt. Die Ufer sind besiedelt; im Südwesten der Bucht liegt die namensgebende Siedlung Lassul. Die Umgebung ist von Sümpfen und Plantagenwirtschaft geprägt.

## Geschichte

### Kolonialzeit
Die Siedlung Lassul sowie eine Pflanzungs- und Handelsstation existierte in der Bucht bereits zur deutschen Kolonialzeit. Bis 1899 war Neubritannien Teil des Schutzgebiets der Neuguinea-Kompagnie, zwischen 1899 und 1914 entsprechend Teil der Kolonie Deutsch-Neuguinea.
In den 1910er Jahren platzierte die deutsche Kolonialverwaltung am Eingang der Bucht eine bis heute (2019) vorhandene Riffmarkierung.
Im Ersten Weltkrieg wurde die Gegend von der Australian Naval and Military Expeditionary Force besetzt. Nach dem Krieg wurde die deutsche Kolonie Teil des australischen Mandatsgebietes und wird seitdem als Ataliklikun Bay bezeichnet.

### Zweiter Weltkrieg
Während der Schlacht um Rabaul als Teil des Pazifikkrieges im Zweiten Weltkrieg wurde die Gegend um die Bucht im Februar 1942 von japanischen Streitkräften erobert.
Am 29. April 1944 kam es zu einem tragischen Zwischenfall in der Bucht als amerikanische Flugzeuge die drei ebenfalls amerikanischen PT-Schnellboote PT-346, PT-347 und PT-350 angriffen und PT-346 und PT-347 versenkten. Die Boote hatten sich nachts auf Patrouillenfahrt befunden und waren am Morgen nicht in amerikanisch kontrollierte Gewässer zurückgekehrt, da PT-347 in der Lassul Bay auf ein Riff gelaufen war. Die Boote hielten sich also noch auf der japanischen Seite der Demarkationslinie auf. 19 Besatzungsangehörige fanden durch diesen Eigenbeschuss den Tod. Außerdem wurden auch noch zwei der angreifenden Flugzeuge, eine Vought F4U Corsair (No. 13307) und eine Grumman F6F Hellcat (No. 09012), durch die Flugabwehr der beiden Boote abgeschossen. Danach wurde auch noch einer der Piloten als vermisst gemeldet.

## Heute
Das Gebiet um die Lassul Bay sind in Unterbezirke des Lassul Baining Rural LLG einschließlich der Siedlung Lassul untergliedert. LLG steht für Local-level Government (Kommunalverwaltung).